# A.I.U.T.O. (singolo)
A.I.U.T.O. è un singolo del gruppo musicale italiano Le Deva, pubblicato il 29 novembre 2019.